# Cellar Darling
Cellar Darling est un groupe suisse de Nouvelle vague rock folk. Il est fondé en été 2016 par Anna Murphy, Ivo Henzi et Merlin Sutter à la suite de leur sortie du groupe de folk metal suisse Eluveitie.  

## Biographie
À la suite de leur départ d'Eluveitie, Anna Murphy, Ivo Henzi et Merlin Sutter expriment leur désir de continuer ensemble leur carrière musicale. Ils composent et enregistrent plusieurs chansons en été 2016 et diffusent en septembre un premier single contenant les titres Challenge et Fire, Wind & Earth. 
Au départ, le nom du groupe et son style musical ne sont pas arrêtés. Le choix du nom se porte sur "Cellar Darling", précédemment utilisé par Anna Murphy comme titre d'un album solo publié en 2013 . Leurs premiers concerts ont lieu en décembre 2016 à Zürich pour une date en première partie du groupe de metal symphonique finlandais Amorphis, puis à Amsterdam pour une date avec le groupe de metal symphonique néerlandais The Gentle Storm. Le groupe signe en janvier 2017 chez le label de musique Nuclear Blast. Il retourne en studio à Lucerne pour enregistrer des chansons pour leur premier album à paraître, dont le titre annoncé est This Is the Sound. En avril le groupe annonce une tournée européenne en première partie de Delain accompagné de Marco Hietala et de Serenity . 
L'album This Is the Sound sort le 30 juin 2017 avec une réception positive des critiques de la presse métal ,. Les compositions se caractérisent par un chant mélodieux accompagné de la vielle à roue et d'instruments rocks (guitare, guitare basse, batterie). Les thèmes abordées dans les chansons sont inspirés de l'imaginaire des membres du groupe, par exemple à propos des éléments (pour les titres Water et Fire, Wind & Earth), ou de peurs ancestrales (Black Moon).  
Durant l'été 2017, le groupe se produit en Suisse en première partie du concert d'Evanescence ainsi que dans plusieurs festivals tels que le Montreux Jazz Festival  et ParaBôle . 
En juin 2018, le groupe annonce travailler à la composition d'un deuxième album.  

## Formation
- Ivo Henzi – guitare rythmique, guitare basse
- Anna Murphy – chant, vielle à roue, flûte, claviers, programmation, textes
- Merlin Sutter – batterie

## Discographie

### Singles digitaux
- 2016 : Challenge
- 2017 : Black Moon
- 2017 : Avalanche
- 2017 : The Prophet's Song

## Vidéographie

### Clips
- 2016 : Challenge, tiré de This Is the Sound
- 2017 : Black Moon, tiré de This Is the Sound
- 2017 : Avalanche, tiré de This Is the Sound
- 2018 : The Prophet's Song (reprise du titre du groupe de musique Queen)